# 藤原宇合
藤原 宇合（ふじわら の うまかい、持統天皇8年（694年） - 天平9年（737年））は、奈良時代の公卿。初名は馬養。右大臣・藤原不比等の三男。藤原式家の祖。官位は正三位・参議。勲等は勲二等。

## 経歴
霊亀2年（716年）8月に第9次遣唐使の使節が任命されるが、馬養は遣唐副使に任ぜられ（遣唐押使は多治比縣守）、まもなく正六位下から二階昇進して従五位下に叙爵する。この時の遣唐大使である大伴山守の位階も従五位下であり、大使と副使の位階を同じとする事は珍しく、この叙位に対して父・不比等の政治力が働いていた事が想定される。霊亀3年（717年）6月から7月頃に入唐し、10月に長安に到着する。養老2年（718年）10月に遣唐使節一行は九州に帰着し、翌養老3年（719年）正月に復命を果たす。宇合は遣唐副使の功により正五位下から正五位上に昇叙された。なお、遣唐使節としての入唐を通じて、馬養から宇合に改名している。
同年7月の按察使設置時に、常陸守として安房・上総・下総3国の按察使に任ぜられる。養老4年（720年）8月に父・不比等が薨じると、翌養老5年（721年）正月にその子である藤原四兄弟はそれぞれ大幅な加叙を受けるが、宇合は四階進んで正四位上に叙せられる。
神亀元年（724年）3月に海道の蝦夷が反乱を起こして、陸奥大掾・佐伯児屋麻呂を殺害する。そのため、宇合は式部卿の官職にあったが、4月に持節大将軍に任命され反乱を鎮圧するために遠征し、11月に帰還。この功により翌神亀2年（725年）正月に従三位・勲二等の叙位・叙勲を受け、公卿に列する。
その後も長く式部卿を務める一方で、神亀3年（726年）知造難波宮事に任ぜられ、後期難波宮造営の責任者を兼ねる。神亀6年（729年）の長屋王の変に際しては、長屋王の謀反に関して密告が行われると、直ちに宇合は六衛府の兵士を率いて長屋王邸を包囲する等、軍事面で主要な役割を果たした。なお、変での活躍にも拘わらず、既に藤原氏から2名（武智麻呂・房前）の議政官を輩出していた事もあり、この時点での宇合の参議昇進は見送られている。
天平3年（731年）8月に諸官人の推薦により、6名もの大量の参議抜擢が行われ、宇合は弟・麻呂と共に参議に昇進。藤原四兄弟が全員議政官となり、藤原四子政権が確立された。同年11月に畿内に惣管、諸道に鎮撫使が設置されると、畿内副惣管に任ぜられる（畿内大惣管は新田部親王）。天平4年（732年）、地方軍備体制の整備をおこなうために節度使が置かれると、宇合は西海道節度使に任ぜられ、九州に赴任する。赴任にあたって宇合が作成した漢詩が『懐風藻』にあり、高橋虫麻呂の見送る和歌が『万葉集』に残る。九州では軍事行動マニュアルとして「式」を整備する。約50年後の宝亀11年（780年）になっても大宰府に対して、宇合の式に基づいて警固をおこなうように勅令が出ており、宇合が整備した式が後世に引き継がれ活用されていた様子が窺われる。天平6年（734年）正三位に至る。
天平9年（737年）平城京中を疫病が猖獗（しょうけつ）を極める中、8月5日に藤原四兄弟の最後に薨去した。享年44。最終官位は正三位参議式部卿兼大宰帥。

## 官歴
『続日本紀』による。
- 時期不詳：正六位下
- 霊亀2年（716年） 8月20日：遣唐副使。8月26日：従五位下（越階）
- 養老2年（718年） 12月25日?：正五位下[10]
- 養老3年（719年） 正月13日：正五位上。日付不詳：常陸国守。7月13日：安房上総下総按察使
- 養老5年（721年） 正月5日：正四位上（越階）
- 時期不詳：式部卿
- 神亀元年（724年） 4月7日：持節大将軍
- 神亀2年（725年） 閏正月22日：従三位、勲二等
- 神亀3年（726年） 10月26日：知造難波宮事
- 天平3年（730年） 8月11日：参議。11月22日：畿内副惣管
- 天平4年（732年） 8月17日：西海道節度使
- 天平6年（734年） 正月17日：正三位
- 時期不詳：大宰帥

## 系譜
注記のないものは『尊卑分脈』による。
- 父：藤原不比等
- 母：蘇我娼子（蘇我連子の娘）？[11]
- 妻：石上国盛[12]（石上麻呂の娘）
  - 長男：藤原広嗣（? - 740年）
  - 次男：藤原良継（716年 - 777年）
- 妻：高橋阿禰娘（高橋笠朝臣の娘）
  - 三男：藤原清成
- 妻：小治田功麿男牛養女
  - 五男：藤原田麻呂（722年 - 783年）
- 妻：久米若女（久米奈保麻呂の娘？）
  - 八男：藤原百川（732年 - 779年）
- 妻：佐伯家主娘（佐伯徳麻呂の娘）
  - 九男：藤原蔵下麻呂（733年 - 775年）
- 生母不明
  - 六男：藤原綱手（? - 740年）
  - 女子：藤原魚名室
  - 女子：藤原巨勢麻呂室
  - 女子：藤原掃子 - 藤原綱継母?